# Bethau
Bethau is een plaats en voormalige gemeente in de Duitse deelstaat Saksen-Anhalt en maakt deel uit van de gemeente Annaburg in de Landkreis Wittenberg.

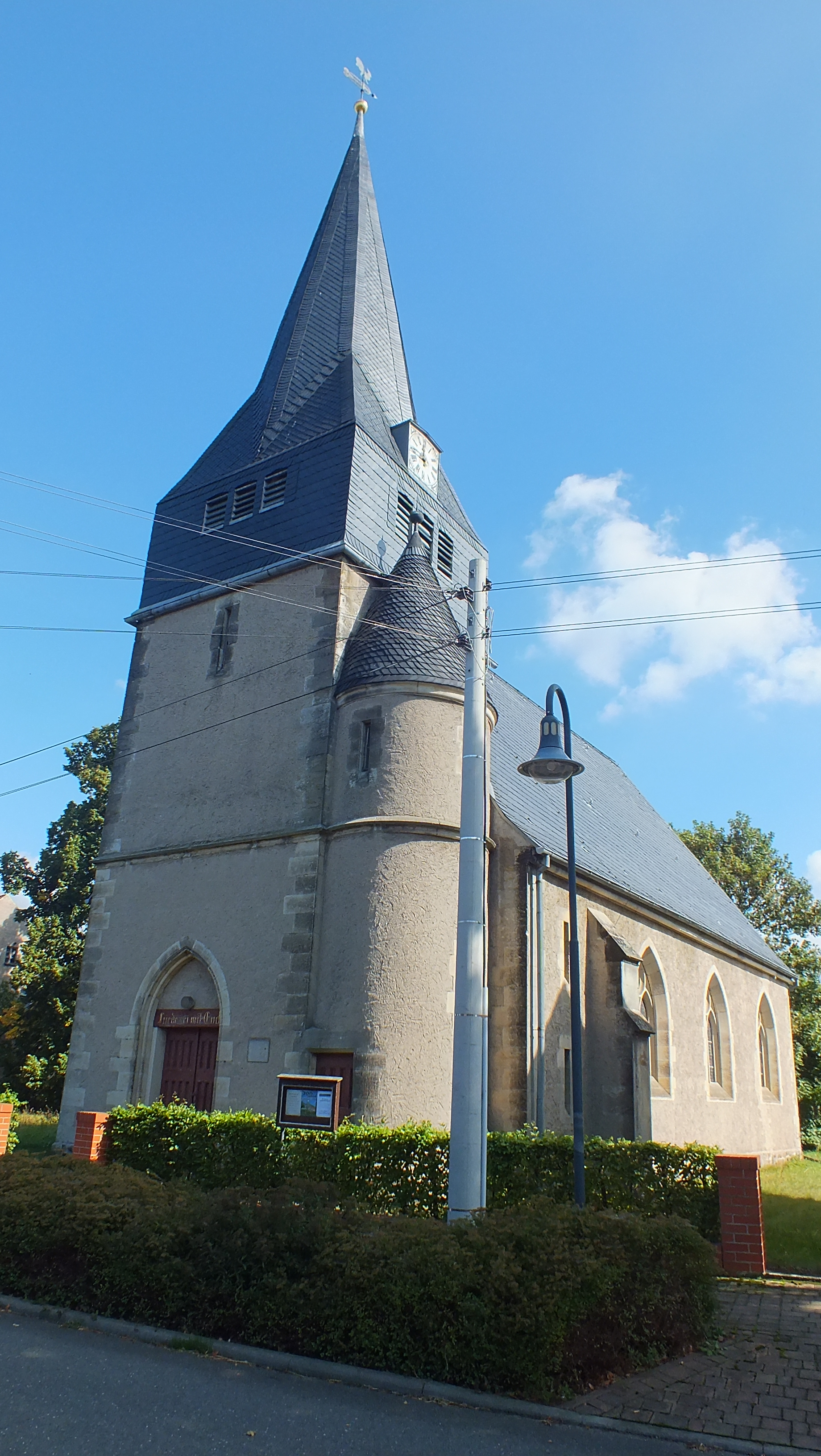
Kerk van Bethau

Bethau telt 186 inwoners.